# شراكساوات
الشراكساوات (الاسم العلمي: Charaxinae) هي أسرة من الحشرات تتبع الفصيلة الحورائيات من رتبة حرشفيات الأجنحة.

## قبائل الشراكساوات
- الشراكساوية
  - الشراكسة